# Luce Fabbri
Luce Fabbri (Roma, 25 de julio de 1908 - Montevideo, 19 de agosto de 2000) fue una intelectual anarquista, docente e investigadora italo-uruguaya. En 1949 se incorporó a la Facultad de Humanidades y Ciencias de la Educación de la UdelaR, donde impartió clases de literatura italiana durante cuarenta años. En 1989, esa misma casa de estudios le concedió el título de Profesora Emérita.

## Biografía
Nació en Roma el 25 de julio de 1908, hija de los militantes y escritores anarquistas Luigi Fabbri y Blanca Sbriccoli. Pasó algunos de sus primeros años viviendo con sus abuelos. En especial aquellos transcurridos después de la Semana roja, cuando su padre tuvo que exiliarse en Suiza. 
Posiblemente el gran interés de Luce Fabbri por la historia se deba a la influencia paterna, que la inició en su veta de mujer autónoma, autoconsciente y libre. En la biografía publicada en Italia bajo el título "Luigi Fabbri. Storia d'un uomo libero", refleja el pensamiento de su progenitor pero también se da tiempo para recordar parte de su historia vivida. La profesión de su padre --era maestro-- fue la responsable culpable de que toda la familia transitara de norte a sur y de este a oeste de Italia. Encariñarse con toda la casa no era posible si se piensa que pronto habría que abandonarla. Tanto cambio repentino de hogar hizo que la familia adoptara al estudio de Luigi Fabbri como la estancia más importante de la casa. De esta manera, el centro de las reuniones familiares era una habitación cubierta de libros y en este ambiente, con aroma de papel y tinta, se disfrutaba del calor doméstico.
En 1928 se graduó como doctora en Letras por la Universidad de Bolonia, con una tesis sobre Elisée Réclus y la Comuna de París. Tras el ascenso del fascismo italiano, en 1929 se exilia en Uruguay junto a sus padres y su hermano. 
En Montevideo será muy conocida como pionera en la enseñanza de griego y latín -hasta entonces relegados al ámbito religioso-, por sus estudios sobre Dante Alighieri y Leopardi, pero también como anarquista, a través de la revista Studi Sociali, que dirigió de 1935 a 1946. 

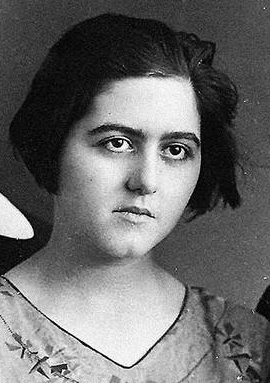
Luce Fabbri en 1926.

## Trayectoria profesional
Cuando llegó a Uruguay, Luce tenía su doctorado en Letras en la Universidad de Bolonia, que había obtenido en 1928. Su incorporación a la sociedad local fue dándose paulatinamente, y el primer paso fue dar clases de italiano, latín, griego. Algunos de sus alumnos de griego fueron Alicia Goyena y Emilio Oribe.
Pronto se empapó de los aspectos esenciales de nuestra cultura. "Tenía un manejo muy claro, tanto del español como del italiano. Quería saber sobre todo", apunta su exalumna y amiga.
Constituyó un pilar en la formación de los docentes de italiano a través de sus cursos en el Instituto de Profesores Artigas junto a los profesores Giovanni Meo Zilio y Guido Zannier. [cita requerida]
Luce fue evolucionando en su carrera hasta alcanzar al máximo escalafón, y logró así ser una de las pocas privilegiadas que se sustentó económicamente a través de la docencia. En 1989 recibió, de parte de la Facultad de Humanidades y Ciencias de la Educación, el título de Profesora Emérita.

## Legado
El período negro de nuestra historia tuvo alguna influencia en la vida laboral de Luce. En 1974, las autoridades de la intervención exigieron al cuerpo docente de la Facultad de Humanidades de la Universidad de la República, una declaración jurada, que Luce se negó a firmar, presentando en cambio una declaración sustitutiva de fe democrática. La preocupación de Luce por el avance del anarquismo en Uruguay trascendía lo meramente local. "Cuando cumplió ochenta años, ella pensó que no iba a vivir mucho más. Tenía un estupendo archivo anarquista que mandó al Instituto de Estudios Sociales que hay en Holanda --relata Soler--. Se quedó con fotocopias de muchas cosas porque en ese archivo, tenía cartas de Mussolini al padre".
Mantuvo los contactos con Bologna, se interesó en Argentina. Era profundamente internacionalista, pero decía que tenía dos patrias: Uruguay e Italia. Le interesaba mucho Italia pero era una uruguaya más, tan inserta estaba en la problemática de acá". 
Se destacó por su erudición tanto como por su interés en las masas obreras. Sus últimos estudios estaban relacionados con el fenómeno del autodidactismo obrero.
Como su padre, Luce Fabbri fue educadora y también creía que el anarquismo era un medio pedagógico para la sociedad. Testigo de un tiempo convulsionado, no se limitó a observar aquello que transcurría sino que fue una gran protagonista del tiempo pasado y de este último tiempo. Siempre fiel a sí misma, sacrificó la exclusividad de su amor por la literatura para proyectarlo en la investigación, la historia y los estudios sociales. Con ese nombre inspirador, supo ser inspiración de muchos y ni siquiera al final de tanto recorrido, la gran pensadora pudo calmar su sed de libertad y justicia social.